# Natasja Vermeer
Pour les articles homonymes, voir Vermeer (homonymie).
Natasja Vermeer, née en 1973, est une actrice, mannequin et chanteuse néerlandaise.

## Biographie
Elle est principalement connue pour avoir incarné Emmanuelle dans plusieurs films érotiques dont Emmanuelle Tango en 2006. Elle a composé et interprété deux chansons pour ces films.
Elle fait partie des personnes engagées dans les campagnes publicitaires de l'association PeTA.

## Filmographie
- 1992 : Blijven denken, épisode de  la série Oppassen!!! de Nico Knapper (télévision)
- 2004 : Emmanuelle the Private Collection: Emmanuelle vs. Dracula : Emmanuelle (télévision)
- 2005 : Private Moments de Jag Mundhra : Marie
- 2006 : Emmanuelle Tango de Milos Twilight : Emmanuelle
- 2006 : Emmanuelle the Private Collection: Jesse's Secret Desires : Emmanuelle (vidéo)